# Ernest Amadej Attems
grof Ernest Amadej Attems, * 21. december 1694, Gradec, † 05. december 1757, Dunaj, je bil sedemnajsti ljubljanski škof in državni knez.

## Izvor in kariera
Ernest Amadej Tomaž, državni knez von Attems, baron svetokriški, je bil peti od sedmih otrok iz prvega zakona grofa Ignacija Marije Attemsa (1652-1732) z grofico Marijo Regino Wurmbrand-Stuppach (1659-1715). 4. junija 1708 je prejel kanonikat v Passauu, nato študiral na jezuitskem kolegiju v Gradcu in na Dunaju, kasneje pa na Germaniku v Rimu, kjer je bil leta 1715 promoviran za doktorja teologije in filozofije. Temu je sledila promocija za doktorja prava na Univerzi La Sapienza. 17. decembra 1724 je bil posvečen za duhovnika. Leta 1730 je prejel drugi kanonikat v Salzburgu, kjer je 25. decembra prisegel. 
Leta 1733 je bil imenovan za pasavskega generalnega vikarja za območje Ennsa in za uradnika v pasavskem konsistoriju na Dunaju in 2. decembra 1735 za pasavskega pomožnega škofa. 15. januarja 1736 ga je dunajski knezo-nadškof Sigismund von Kollonitz posvetil za naslovnega škofa v Dragobitiji. 6. oktobra 1742 ga je cesarica Marija Terezija imenovala za knezo-škofa v Ljubljani, papeška potrditev pa je prišla 17. decembra z dovoljenjem za vzdrževanje dveh kanoničnih zadolžitev.
Kmalu po ustoličenju 27. marca 1743 je škof Attems začel z vizitacijo svoje škofije, pri čemer je obiskal tudi težko dostopne župnije, v katere še ni noben škof prej stopil. Poznejše vizitacije je prepustil svojim generalnim vikarjem in imel redne škofijske sinode v Ljubljani ali v Gornjem Gradu.
Čeprav je sam le slabo govoril slovensko, je poskrbel, da so se pridige in verski pouk opravljala v domačem,tj. slovenskem jeziku. Razširil je škofijsko poletno rezidenco v Goričanah in leta 1742 v Ljubljani posvetil baročno triladijsko cerkev. Drugo škofovsko rezidenco je zgradil v Gornjem gradu in leta 1752 zamenjal staro župnijsko cerkev s podporo kranjskih deželnih stanov z monumentalno katedralo.
Škof grof Attems je nepričakovano umrl 5. decembra 1757 na Dunaju in bil pokopan v cerkvi Sv. Magdalene v Gornjem gradu. Po njegovi smrti je dunajska vlada načrtovala združitev v personalno unijo škofij Ljubljana in Gorica (slednja je nastala leta 1751 po razpadu oglejskega patriarhata), in prenos državnega knezo-škofijskega naslova iz Ljubljane v Gorico. Vendar se je temu uprl tako Rim kot tudi goriški nadškof Karel Mihael grof Attems.